# STS-89
STS-89, voluit Space Transportation System-89, was een spaceshuttlemissie van de Endeavour naar het ruimtestation Mir. Het was de achtste keer dat een Amerikaanse spaceshuttle gekoppeld werd aan een Russisch ruimtestation.

## Bemanning
| Bevelhebber        | Terrence Wilcutt 3e ruimtevlucht  | Terrence Wilcutt 3e ruimtevlucht  |                                   |                            |
| Piloot             | Joe Edwards 1e ruimtevlucht       | Joe Edwards 1e ruimtevlucht       |                                   |                            |
| Missiespecialist 1 | James Reilly 1e ruimtevlucht      | James Reilly 1e ruimtevlucht      |                                   |                            |
| Missiespecialist 2 | Michael Anderson 1e ruimtevlucht  | Michael Anderson 1e ruimtevlucht  | Michael Anderson 1e ruimtevlucht  |                            |
| Missiespecialist 3 | Bonnie Dunbar 5e ruimtevlucht     | Bonnie Dunbar 5e ruimtevlucht     | Bonnie Dunbar 5e ruimtevlucht     |                            |
| Missiespecialist 4 | Salizjan Sjaripov 1e ruimtevlucht | Salizjan Sjaripov 1e ruimtevlucht | Salizjan Sjaripov 1e ruimtevlucht |                            |
| Missiespecialist 5 | Andrew Thomas 2e ruimtevlucht     | David Wolf 2e ruimtevlucht        | David Wolf 2e ruimtevlucht        | David Wolf 2e ruimtevlucht |

## Media

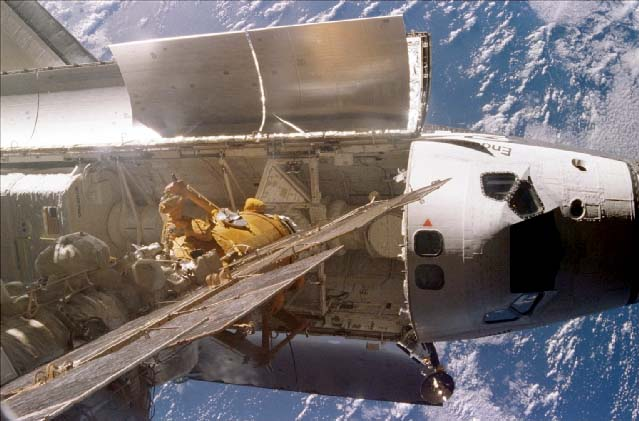
Endeavour gekoppeld aan het ruimtestation Mir
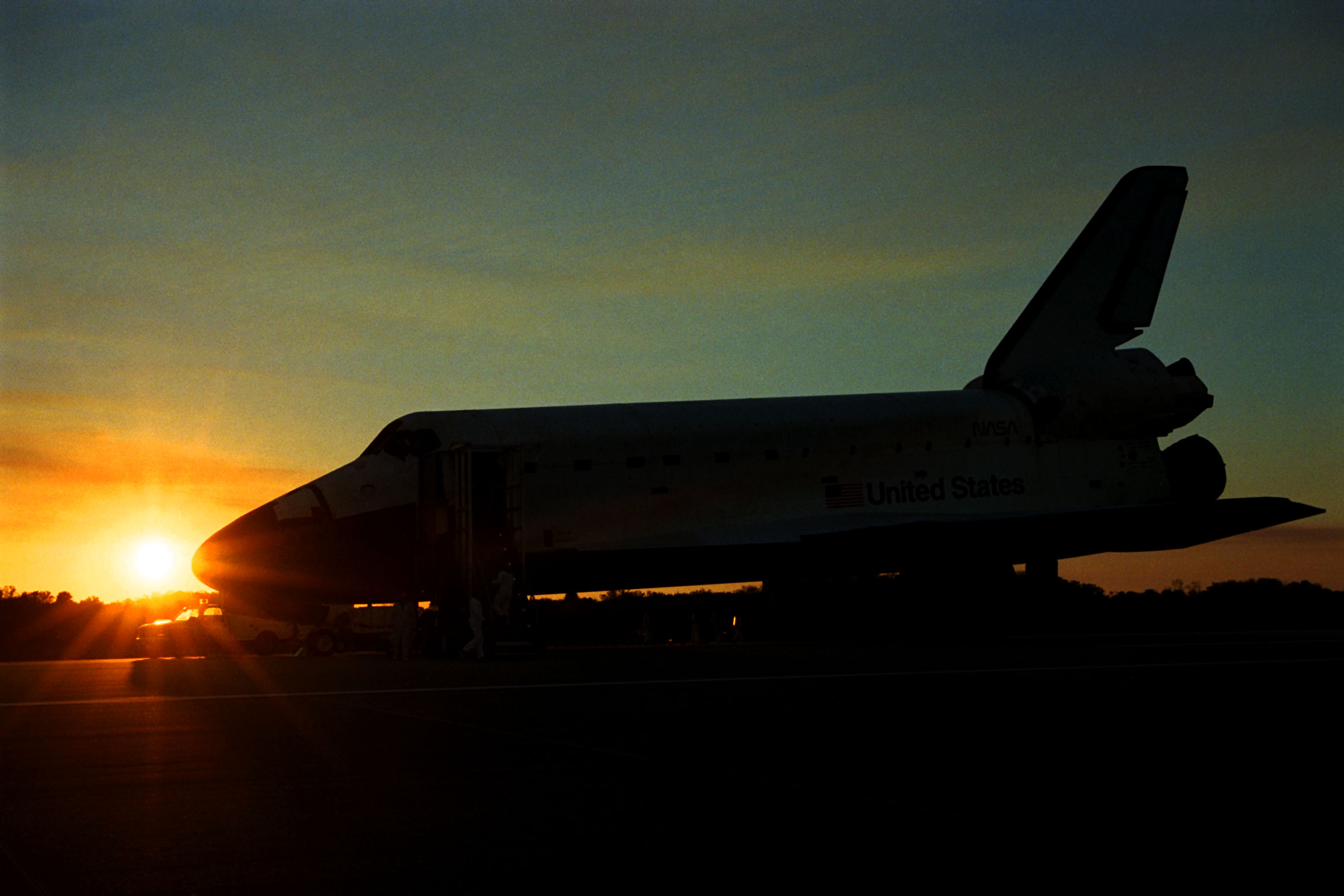
Landing

STS-49 · STS-47 · STS-54 · STS-57 · STS-61 · STS-59 · STS-68 · STS-67 · STS-69 · STS-72 · STS-77 · STS-89 · STS-88 · STS-99 · STS-97 · STS-100 · STS-108 · STS-111 · STS-113 · STS-118 · STS-123 · STS-126 · STS-127 · STS-130 · STS-134